# Јудора (Канзас)
Јудора (енгл. Eudora) град је у америчкој савезној држави Канзас.

## Демографија
По попису из 2010. године број становника је 6.136, што је 1.829 (42,5%) становника више него 2000. године.
| Група             | 2000.         | 2010.         |
| Белци             | 4.043 (93,9%) | 5.560 (90,6%) |
| Афроамериканци    | 30 (0,7%)     | 47 (0,8%)     |
| Азијати           | 21 (0,5%)     | 41 (0,7%)     |
| Хиспаноамериканци | 103 (2,4%)    | 274 (4,5%)    |
| Укупно            | 4.307         | 6.136         |